# ۷۸۹ (قمری)
۷۸۹ (قمری)، هفتصد و هشتاد و نهمین سال در گاهشماری هجری قمری است. اول محرم این سال برابر با سی‌ام ژانویه سال ۱۳۸۷ میلادی است.

## وابسته
- مرینیان